# 山咲まりな
山咲 まりな（やまさき まりな、1987年9月26日 - ）は、日本のタレント、グラビアアイドル。埼玉県出身。パワーピット（旧サラエンタテインメント）、ヒロプロジェクトに所属していた。“お笑い賞レース挑戦ユニット”である「ショウガールズ」のメンバー。

## 人物
- 専門学校でキャビンアテンダントになるための勉強をした後、タレント養成所に通い芸能の仕事を始めたことをKNUオフィシャルブログにて語っている[3]。
- 2018年6月24日まではGカップ以上のグラビアアイドルのみで構成された巨乳アイドルグループ『KNU23』の一員としても活動[4]。イメージDVDの仕事は2014年9月26日発売の『Another Time〜また会おうね！〜』を以って終止符を打っていた[5]が、2018年6月29日発売の『秘密』で再開する。
- 父親は日本人、母親はサモア人[6]。
- 2020年12月26日、ヒロプロジェクトを辞め、2021年よりフリータレントとして活動していく事を自身のSNSで報告した[7]。
- 2022年6月、野中美智子をリーダーとして結成された“お笑い賞レース挑戦ユニット”である「ショウガールズ」のメンバーとなり、お笑い賞レースへの本格的な挑戦を始めた。

## 出演

### テレビ
- ゲーマーズTV 夜遊び三姉妹 #37（2011年8月4日放送、日本テレビ）[8]
- 雨上がりのモテカツ5（2012年8月26日放送、読売テレビ）
- ダウンタウンDX（2012年11月29日放送、日本テレビ）

### テレビドラマ
- 牙狼シリーズ『神ノ牙- JINGA-』episode5（2018年11月3日放送、TOKYO MX）

### Webドラマ
- 【サイトセブンTV】特別企画：明日へ踏み出す１歩のために～もう一人で悩まないで～（2018年8月22日公開）[9]

### 舞台
- フライングパイレーツ〜ネバーランド漂流記（2010年4月8日 - 11日、銀座みゆき館劇場） - ルフィーナ 役
- もしかも（2010年11月5日 - 8日、新宿シアターブラッツ） - 鋒鋩絵理香 役
- アリスインプロジェクト「ハルモニアガーデン」（2011年8月10日 - 14日、シアターKASSAI） - 龍ヶ崎貴奈子 役[10]
- 「プレイス 特別版〜海の家借りちゃいました〜」（2011年9月28日 - 10月2日、アクアスタジオ）[11]
- ミュージカル 「GO,JET!GO!GO! Vol.3〜Mr.Moooon Light〜」（2011年12月18日 - 24日、アクアスタジオ）[12]
- メディアゲート「ハムレッツ!!〜To be or not to be〜」（2012年4月10日 - 15日、池袋シアターグリーン BASE THEATER）[13]
- ショウガールズ!〜眩しいほど華麗なネタ祭〜（2022年6月30日、早稲田クローバースタジオ）
- ショウガールズ! vol.2（2022年7月26日、池袋東口ゲキパ）
- ショウガールズ! vol.3（2022年8月22日、早稲田クローバースタジオ）
- ショウガールズ! vol.4（2022年9月27日、池袋東口ゲキパ）
- ショウガールズ! vol.5（2022年10月27日、池袋東口ゲキパ）
- ショウガールズ! vol.6（2022年11月30日、池袋東口ゲキパ）
- ショウガールズ! vol.7（2022年12月28日、池袋東口ゲキパ）
- ショウガールズ! vol.8（2023年1月30日、池袋・ロイヤルプラザII 3F）
- ショウガールズ! vol.9（2023年2月28日、池袋東口ゲキパ）
- ショウガールズ! vol.10（2023年3月28日、池袋・ロイヤルプラザII 3F）
- ショウガールズ! vol.11（2023年4月17日、池袋西口GEKIBA）
- Comedy女子『Timing』（2023年4月25日 - 30日、アトリエファンファーレ高円寺）
- ショウガールズ! vol.12（2023年5月19日、池袋・ロイヤルプラザII 3F）
- ショウガールズツアー2023（2023年6月2日[名古屋]・3日[大阪]・23.24.25日[東京]）
- ショウガールズ東京公演番外編ライブ「ショウガールズ流〜第2回ブーケ大喜利!」（2023年06月21日、アトリエファンファーレ東新宿）
- ショウガールズ東京公演番外編ライブ「ショウガールズの花束みたいなガールズトーク！」（2023年06月22日、アトリエファンファーレ東新宿）
- ショウガールズ! vol.13（2023年7月26日、池袋西口GEKIBA）
- ショウガールズネタ公開収録ライブ!〜賞レースに向けて（2023年08月09日、池袋東口ゲキパ）
- ショウガールズ! vol.14（2023年08月29日、池袋西口GEKIBA）
- ガンバレ☆お笑いフェスティバル!vol.8 賞レース中でソワソワしてるシリーズ開幕戦（2023年09月11日、池袋東口ゲキパ）
- 日本一規模の小さい！第一回女性芸人イチバン決定戦!（2023年09月15日、池袋東口ゲキパ）
- 秋のショウガールズ祭り2023！（2023年09月18日、池袋東口ゲキパ）※①ファンミーティング！、②花束みたいなガールズトーク！、③定期ライブVol.15
- 夢羽菜充電完了フェス!!（2023年10月12日、池袋西口GEKIBA）
- ショウガールズ! vol.16（2023年10月31日、池袋西口GEKIBA）
- ショウガールズ! vol.17（2023年11月24日、大塚ドリームシアター）
- ショウガールズ! vol.18（2023年12月26日、大塚ドリームシアター）
- ショウガールズ！vol.19（2024年01月19日、東池袋デューク）
- ショウガールズ！vol.20（2024年02月28日、大塚ドリームシアター）
- ショウガールズ！vol.21（2024年03月30日、大塚ドリームシアター）
- グレアムボックス×ショウガールズ・コラボコントLIVE「コメンジャーズ」（2024年04月20日、大塚ドリームシアター）
- ショウガールズ！vol.22（2024年04月30日、池袋西口GEKIBA）
- ショウガールズ！vol.23（2024年05月29日、池袋西口GEKIBA）
- ショウガールズ！vol.24（2024年06月18日、大塚ドリームシアター）
- ショウガールズ 2th Anniversary show「WARAKATSU」（2024年7月19日 - 21日、池袋西口GEKIBA）
- ショウガールズ 第1回単独ライブ「∞⼑流〜エイトウリュウ〜」（2024年7月19日）
- 燃ゆるレジーナ初単独ライブ「愛姍姍」（2024年7月20日）
- ショートガールズ初単独ライブ「イメチェン」（2024年7月20日）
- 「ショウガールズの花束みたいなガールズトークvol.2」（2024年7月20日）
- 「VSショウガールズ!!」（2024年7月21日）
- 「リクエストネタ祭り!!」（2024年7月21日）

### ウェブテレビ
- 極楽とんぼKAKERUTV（2019年2月14日[14]、ABEMATV）
- 矢口真里の火曜The NIGHT（2020年7月8日、ABEMA）元KNUとして出演

### ラジオ
- あきげんの『旬感』 （2011年10月6日 - 2012年12月13日、あっ!とおどろく放送局）

### 映画
- 夢悪魔 -閉ざされた心- （2010年8月28日リリース、ZENピクチャーズ）
- 脱衣サバゲー DATSUI SUVIVAL GAME（2015年、監督: 遊山直奇） - アイドル・まりな役

### インターネット
- 中村愛の失礼ですが何か？ #4 （2013年7月2日、ニコジョッキー）

## 作品

### イメージDVD
- NEW KISS（2010年2月26日、スパイスビジュアル）
- モー乳パラダイス（2010年5月27日、晋遊舎）
- やわらかまりな（2010年9月20日、ラインコミュニケーションズ）
- まりなは僕のもの…（2010年12月18日、晋遊舎）
- ステキなまり〜な（2011年4月27日、イーネット・フロンティア）
- ココナッツ☆マリ〜ナ!（2011年8月26日、グラッソ）セブ島
- 揺れる…想い。（2011年12月25日、エアーコントロール）
- ふるゆわまりな（2012年5月20日、ラインコミュニケーションズ）
- Peach Bomb（2012年8月17日、M.B.D.メディアブランド）
- まりなにハ・サ・マリナ（2012年10月25日、ターンテーブル）
- デカメロン（2013年4月26日、グラッソ）
- 大きいの・・・好き？（2013年7月26日、グラッソ）
- まりなパイ （2014年2月28日、グラッソ）
- Another Time〜また会おうね！〜（2014年9月26日、グラッソ）
- 秘密（2018年6月29日、スパイスビジュアル）
- 悪女（2019年3月17日、双葉社）

### 写真集
- 泥棒ねこ（2019年2月27日、双葉社、撮影：篠原潔）ISBN 978-4575314304[15]